# سونای فنلاندی
سونای فنلاندی (سوئدی: bastu) میراث مهمی در فرهنگ فنلاند و فرهنگ استونی به‌شمار می‌آید.
این میراث در ۱۷ دسامبر ۲۰۲۰ در جلسه کمیته بین‌المللی یونسکو سازمان بین‌المللی کنوانسیون برای پاسداری از میراث فرهنگی ناملموس در فهرست میراث فرهنگی ناملموس یونسکو ثبت شد. سازمان میراث فنلاند به همراه جوامع سونای فنلاند متولی حفظ و ترویج فرهنگ سونا هستند. در مورد استونی، یونسکو از سال ۲۰۱۴ سنت سونای دودی را در فهرست میراث فرهنگی ناملموس قرار داده است.
کلمه «سونا» خود ریشه در زبان فنلاندی دارد. در زبان استونیایی به آن ساون (saun) می‌گویند.

## تاریخچه
سونا در فنلاند پدیده‌ای قدیمی است و ردیابی ریشه‌های آن دشوار است، اما باور بر این است که دیرینگی شکل نخستین آن به هفت هزار سال پیش از میلاد مسیح بازمی‌گردد. خانه‌های گرمابه‌دار در همان دورهٔ زمانی در اروپا یافت شده، اما عادات حمام کردن فنلاندی‌ها برای بخش اعظم تاریخ به خوبی مستند نشده است.
در جریان دوره اصلاحات دینی، محبوبیت سونا به کشورهای دیگر گسترش یافت زیرا گرمابه‌های دیگر کشورهای اروپایی رو به نابودی گذاشته بود.
یکی از دلایلی که فرهنگ سونا همیشه در فنلاند شکوفا بوده، به دلیل آسانی برپایی آن در این کشور بوده است. وقتی مردم نقل مکان می‌کردند، اولین کاری که انجام می‌دادند ساختن سونا بود. فنلاندی‌ها از اتاقک سونا برای زندگی، غذا خوردن، رسیدگی به مسائل بهداشتی و مهم‌تر از همه، زایمان در محیطی تقریباً پاک استفاده کرده‌اند. فنلاند، برخلاف بسیاری از مکان‌های دیگر پرجمعیت‌تر در اروپا، در زمینه دسترسی به چوب مورد نیاز برای ساخت و گرم کردن سونا هرگز مشکلی نداشته است. یکی دیگر از دلایل محبوبیت آن در فنلاند این است که در چنین آب و هوای سردی، سونا به مردم اجازه می‌دهد حداقل برای مدت کوتاهی گرما داشته باشند. با این حال، این سنت در تابستان نیز به اندازه زمستان محبوب است.

## آیین‌ها

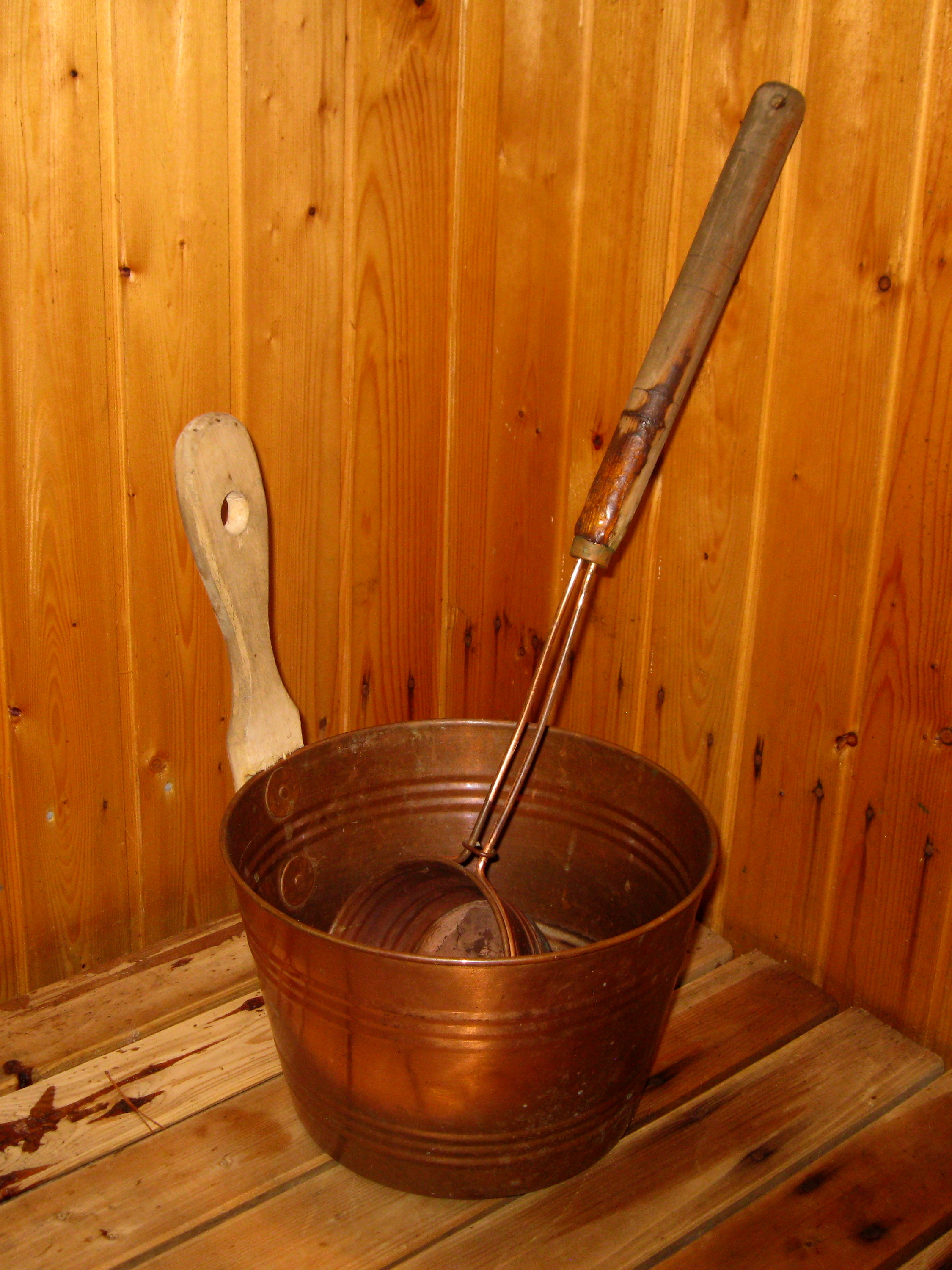
سطل و ملاقهٔ سونا.

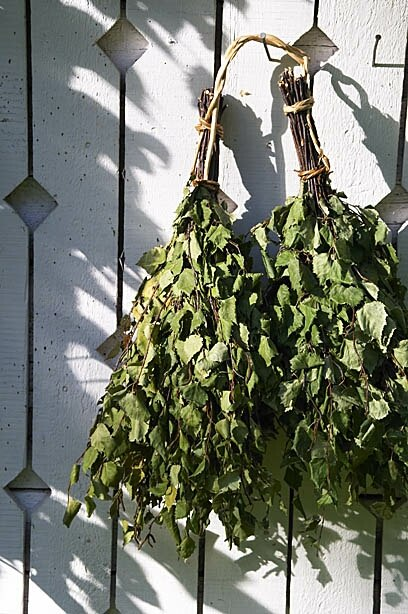
سرشاخه‌های غان همیشه و به‌طور سنتی برای زدن بر روی پوست بدن در سونا استفاده می‌شود. این امر به گردش خون و پاکیزگی پوست کمک می‌کند.

سونا بخش جدایی‌ناپذیر زندگی فنلاندی‌هاست و در جای‌جای این کشور به چشم می‌خورد؛ از سواحل دریاچه‌های بی‌شمار گرفته تا آپارتمان‌ها، شرکت‌ها، ساختمان پارلمان در هلسینکی و حتی در عمق ۱۴۰۰ متری معدن پوهسالمی. سونا چنان در هویت ملی فنلاندی‌ها ریشه دارد که اگر فرصتی دست دهد، دست‌کم هفته‌ای یک‌بار به آن می‌روند؛ شنبه، روز سنتی سوناست.
سنت سونا در فنلاند چنان جایگاهی دارد که فنلاندی‌ها در سفرهای خارجی هم به‌دنبال سونا می‌گردند، حتی کلیسای فنلاندی‌ها در رودرهاید لندن هم سونای خود را دارد. سربازان فنلاندی در ماموریت‌های صلح‌بانی به سوناهایشان معروف‌اند؛ حتی در مأموریت صلح‌بانان سازمان ملل در اریتره، یکی از اولین ساختمان‌هایی که برپا شد، سونا بود. در دفترچه راهنمای نظامی فنلاند در زمان جنگ جهانی دوم آمده است که یک گردان تنها به هشت ساعت زمان نیاز دارد تا سونایی بسازد، آن را گرم کند و در آن حمام کند. سونا حتی در ارتش نیز کاملاً برابرخواهانه است و هیچ عنوان و سلسله مراتبی در آن مطرح نیست.
برای سونا رفتن، ابتدا باید بدن را شست (معمولاً دوش گرفت) و سپس وارد اتاق سونا شد. این اتاق معمولاً تا دمای ۸۰ تا ۱۱۰ درجه سانتی‌گراد گرم می‌شود. روی سنگ‌های داغی که روی kiuas (اجاق مخصوص گرم کردن سونا) قرار دارند، آب می‌ریزند. این کار باعث تولید مقدار زیادی بخار مرطوب به نام löyly می‌شود که رطوبت و دمای احساسی داخل سونا را بالا می‌برد. تنها این نوع خاص بخار löyly نام دارد و کلمه فنلاندی höyry (به معنی بخار) هرگز برای آن استفاده نمی‌شود، مگر در اصطلاحات علمی. معادل‌هایی برای löyly را می‌توان در زبان‌های فینی مانند زبان کارلیایی (löyly)، زبان استونیایی (leil)، زبان ووتی (leülü)، زبان وپس (l'öl') و زبان لیوونیایی (löul) یافت. معنای اصلی آن «روح، نفس، جان» بوده است و این معنی هنوز در زبان‌های اورالی مانند زبان اودمورت (lul)، زبان کومی (lol)، زبان مانسی (läl به معنی زندگی)، زبان خانتی (lil) و زبان مجاری (lélek) دیده می‌شود.

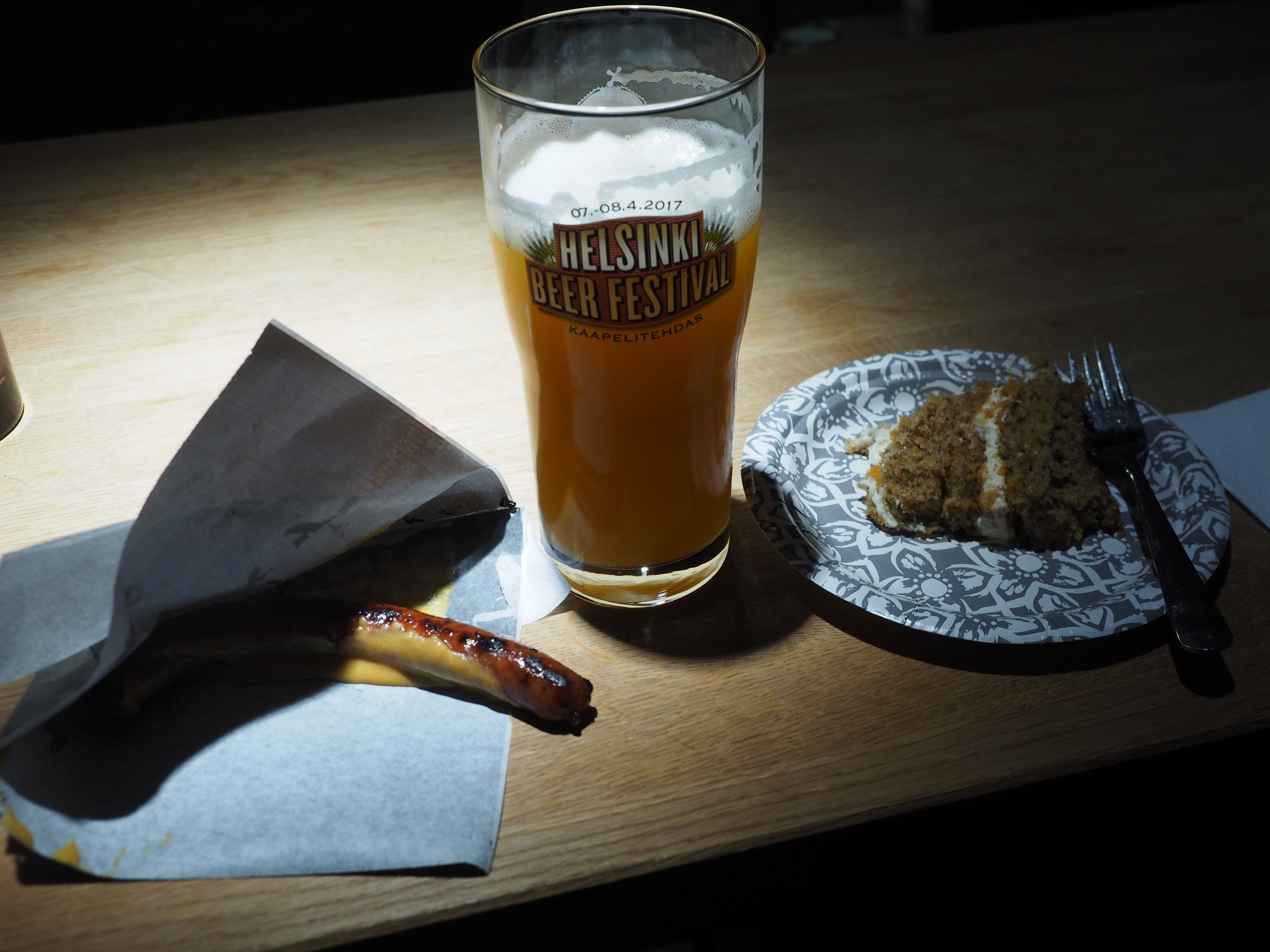
سوسیس و آبجو خوراک و نوشیدنی سنتی پس از سونا هستند.

گاهی اوقات فرد از یک دسته برگ توس (غان) معطر به نام vasta (در فنلاند غربی vihta) برای زدن ضربات ملایم به بدن خود استفاده می‌کند. این کار ظاهراً ماهیچه‌ها را آرام کرده و سوزش نیش پشه را تسکین می‌دهد. وقتی گرما آزاردهنده می‌شود، معمولاً به دریاچه، دریا یا استخر می‌پرند یا دوش می‌گیرند. در زمستان، غلتیدن در برف یا شنا در حفره‌ای که در یخ دریاچه بریده شده (avanto)، جایگزین می‌شود. بعد از سونا، معمولاً در رختکن یا ایوان می‌نشینند و سوسیس، نوشابه یا آبجو می‌خورند.
پس از خنک شدن، دوباره به اتاق داغ برمی‌گردند و این چرخه تکرار می‌شود. تعداد و مدت این چرخه‌ها به ترجیح فرد بستگی دارد و معمولاً دو یا سه بار و بین ۳۰ دقیقه تا دو ساعت طول می‌کشد. در کلبه‌های تابستانی فنلاند، حمام کردن ممکن است تا پاسی از شب ادامه یابد، به خصوص در تابستان که شب‌ها تقریباً تاریک نمی‌شوند. جلسه سونا با یک شستشوی کامل به پایان می‌رسد.
برای کسی که در فنلاند بزرگ شده، قوانین غریزی هستند. بسته به اندازه، ترکیب، روابط و سن گروه، سه الگوی کلی وجود دارد: همه با هم به سونا می‌روند، زن و مرد جداگانه می‌روند، یا هر خانواده جداگانه می‌رود. سوناهای مختلط با افراد غیرخانوادگی در بین جوانان رایج‌تر است و برای افراد مسن یا در موقعیت‌های رسمی نادر است. نوجوانان معمولاً در مقطعی از رفتن به سونا با والدین خود دست می‌کشند.
در سونا پوشیدن لباس در اتاق داغ بی‌ادبی است، هرچند نشستن روی حوله کوچک یا pefletti (دستمال یکبار مصرف مقاوم به گرما و رطوبت) اشکالی ندارد (در سوناهای عمومی مثل استخرها ممکن است اجباری باشد). هنگام خنک شدن، معمولاً حوله دور بدن می‌پیچند. برای فنلاندی‌ها، سونا (به جز موارد معدود) یک مکان کاملاً غیرجنسی است و برهنگی در آن امری عادی و بی‌ارتباط با مسائل جنسی است. در فنلاند، «سونا» فقط به معنای سونا است و نه چیز دیگر. در سوناهای عمومی، پوشیدن مایو در اتاق داغ به دلایل بهداشتی ممنوع است: در بسیاری از استخرهای سرپوشیده، برای بهداشت، کلر به آب اضافه می‌شود و اگر مایو خیس وارد اتاق داغ شود، کلر بخار شده و برای افراد مبتلا به آسم یا آلرژی مشکل تنفسی ایجاد می‌کند.
در خانه‌ها یا اقامتگاه‌های تابستانی، معمولاً سونا را برای احترام به مهمان گرم می‌کنند و رد کردن آن ممکن است سخت باشد. اما اگر مهمان نخواهد، فنلاندی‌ها ناراحت نمی‌شوند، مخصوصاً اگر رفتن به سونا برای مهمان سخت باشد (مثلاً بخاطر آرایش)، ناخوشایند باشد (مثلاً به خاطر برهنگی یا سونای مختلط)، یا به هر دلیل دیگری (مثلاً نداشتن لباس اضافه یا دیر وقت بودن و…).

## انواع
در فنلاند و استونی انواع مختلفی از سونا وجود دارد. این سوناها را می‌توان بر اساس نوع ساختمان یا نوع اجاق طبقه‌بندی کرد. تقسیم‌بندی اصلی سوناها بر اساس اجاق‌های یک‌بار گرم شونده و اجاق‌های پیوسته‌گرم‌شونده است. همه سوناهای دودی یک‌بار گرم شونده هستند، اما انواع دیگری از اجاق‌ها نیز وجود دارند که یک‌بار گرم می‌شوند.
اجاق‌های یک‌بار گرم شونده، سنگ‌های بیشتری دارند که قبل از حمام کردن گرم می‌شوند. این کار را می‌توان با سوزاندن چوب، با یا بدون دودکش، نفت، گلوله‌های چوبی یا گاز طبیعی انجام داد. اجاق‌های پیوسته‌گرم‌شونده سنگ‌های کمتری دارند که در طول حمام گرم می‌شوند. گرم کردن می‌تواند با سوزاندن چوب، نفت یا گاز طبیعی یا به صورت الکتریکی انجام شود.
دمای سوناهای فنلاندی ۸۰ تا ۱۱۰ درجه سانتی‌گراد (۱۷۶ تا ۲۳۰ درجه فارنهایت) است و معمولاً بین ۸۰ تا ۹۰ درجه سانتی‌گراد (۱۷۶ تا ۱۹۴ درجه فارنهایت) نگه داشته می‌شود و علیرغم تبخیر آب löyly، به وضوح بالاتر از نقطه شبنم نگه داشته می‌شود، به طوری که تراکم بخار قابل مشاهده مانند سوناهای ترکی رخ نمی‌دهد.

### نوع دودی

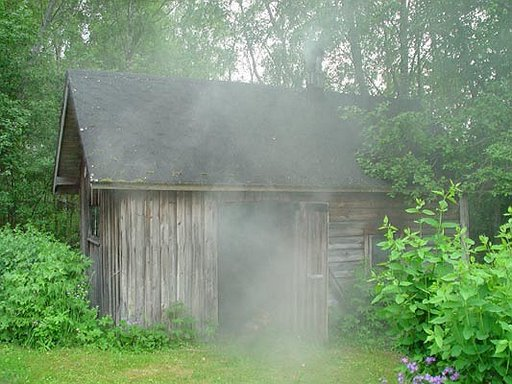
سونای دود در وهمرسالمی، ساوونیای شمالی.

سوناهای دودی (savusauna) فاقد دودکش هستند، بنابراین با سوختن چوب، دود تمام اتاق را فرا می‌گیرد. پس از رسیدن سونا به دمای مناسب، آتش خاموش و اتاق تهویه می‌شود. به لطف ساختار خاص اتاق، سونا گرمای کافی را برای مدت استفاده حفظ می‌کند. اگرچه سوناهای دودی سنتی‌تر محسوب می‌شوند، اما در سال‌های اخیر ساخت آنها افزایش یافته است. با این حال، به دلیل زمان و تلاش زیاد برای گرم کردن آنها (که ممکن است بیشتر روز طول بکشد)، بعید است جایگزین سوناهای معمولی شوند.
سوناهای دودی علاوه بر فنلاند، در استونی، لتونی و لیتوانی نیز یافت می‌شوند. این سوناها ارزان، ساده و بادوام هستند (اگر در ساخت آنها نکات ایمنی رعایت شود). دوام آنها به دلیل خاصیت ضدعفونی‌کنندگی دود است.
یکی از انواع نادر و خاص سونا، استفاده در آن از مشعل گلوله چوبی برای گرم کردن اجاق سونای دودی (savukiuas) است. معمولاً مشعل در اتاق کنار اتاق سونا و اجاق (kiuas) قرار می‌گیرد. این مشعل، شبیه مشعل نفتی، توده بزرگی از سنگ‌ها را که نقش اجاق را دارند، گرم می‌کند. از آنجا که این فرایند سوختن بسیار تمیزتر از اجاق‌های دودی معمولی است، بوی دود کمتر تند و دودی است و رطوبت تولید شده توسط گلوله‌های چوبی، هوا را دلپذیرتر می‌کند.

### سونا با اجاق چوبی

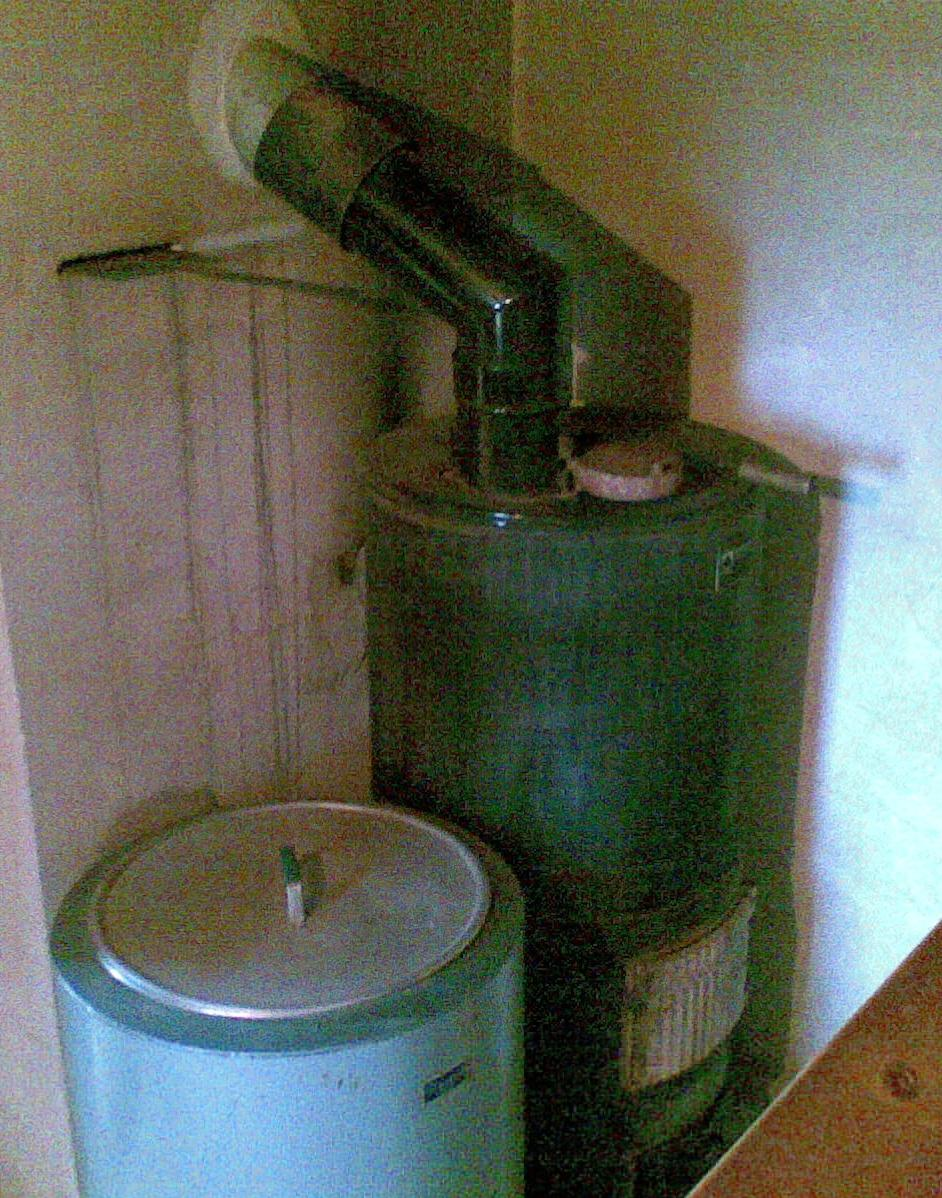
یک اجاق گاز قدیمی اصیل فنلاندی با دیگ آب‌گرم‌کن.

این نوع سونا در روستاها رایج‌تر است، در حالی که سونای برقی در شهرها بیشتر استفاده می‌شود. اجاق فلزی با سنگ‌هایی در بالا (kiuas) با آتش چوب غان توس گرم می‌شود و اتاق سونا را به دمای دلخواه می‌رساند. اگر چوب غان در دسترس نباشد، هر چوب خشک دیگری مناسب است، اما چوب غان (توس) به دلیل کیفیت، بوی خوش و سوختن طولانی ترجیح داده می‌شود. مهم‌ترین نکته داشتن یک löyly خوب است، یعنی زمانی که سنگ‌ها آنقدر داغ باشند که آب ریخته شده روی آنها بخار شود و به افراد داخل سونا برسد. در همه انواع سونا، افراد روی نیمکت بلندی نزدیک سقف می‌نشینند تا بخار داغ به سرعت به آنها برسد.

## سونای برقی

### اجاق سونای برقی

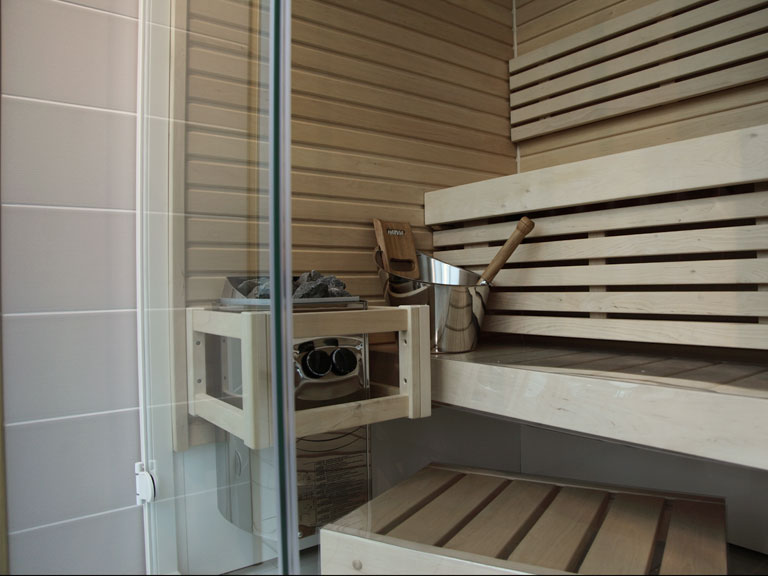
اجاق سونای برقی.

در آپارتمان‌های شهری و بیشتر سوناهای همگانی از اجاق سونای برقی استفاده می‌شود، چون نیازی به آتش مستقیم ندارد و امکاناتی مثل تنظیم زمان، ترموستات و محدودکننده دما را ارائه می‌دهد. در سوناهای برقی معمولاً روی یا اطراف المنت‌های گرمایشی، سنگ‌هایی (kiuas) چیده شده تا بتوان روی آنها آب ریخت. این سنگ‌ها می‌توانند به صورت باز با گردش هوا یا بسته و عایق برای ذخیره گرما باشند.  در سوناهای برقی، مدیر ساختمان می‌تواند سونا را جدا از ساکنین کنترل کند و مصرف برق آن را محدود کند. کنترل‌ها می‌توانند بی‌سیم باشند و تنظیمات بیشتری برای نور، تهویه و دستگاه‌های تولید بخار داشته باشند. معمولاً سونای ساختمان‌های آپارتمانی چند بار در هفته با ساعات مشخص برای آقایان و خانم‌ها و ساعات ویژه برای کسانی که درخواست ساعت خاصی کرده‌اند، در دسترس است. اگرچه خیلی‌ها سونای اجاق چوبی را به خاطر فضای سنتی‌اش ترجیح می‌دهند، اما برای ساکنین آپارتمان‌های شهری این گزینه معمولاً وجود ندارد و اجاق‌های برقی هم استفاده آسان‌تر و ایمنی بیشتری دارند و زباله چوبی تولید نمی‌کنند.

### سوناهای سیار
پیشاهنگان و بعضی گروه‌های جوانان معمولاً سوناهای چادری قابل حمل دارند. سوناهایی هم در خودرو، اتوبوس، تریلر ماشین یا تراکتور، و حتی دوچرخه و قایق ساخته شده‌اند. در فنلاند، شرکت‌هایی هستند که سونای سیار اجاره می‌دهند و یک رویداد سالانه سونای سیار در تئووا برگزار می‌شود.
- داخل یک سونای سیار که در یک تریلر تعبیه شده است
- سونای سیار که در یک تریلر تعبیه شده است